# Pristimantis festae
Eleutherodactylus trepidotus là một loài động vật lưỡng cư trong họ Strabomantidae, thuộc bộ Anura. Loài này được Peracca mô tả khoa học đầu tiên năm 1904.